# Мелхиор Ханибал фон Волкенщайн
Мелхиор Ханибал фон Волкенщайн (на немски: Melchior Hannibal von Wolkenstein; * 1537; † 1596) е фрайхер на Волкенщайн от Южен Тирол в Австрия. Родът фон Волкенщайн е странична линия на господарите фон Филандерс.

## Живот
Той е син на фрайхер Вилхелм II фон Волкенщайн-Тростбург († 1577), губернатор на Тирол, и първата му съпруга Анна Бьоч фон Цвингенберг († 1552/1553), дъщеря на Георг Бьоч фон Цвингенберг и Елизабет фон Нусдорф. Внук е на първия фрайхер Вилхелм I фон Волкенщайн-Тростбург († 1522) и Анна фон Аненберг († 1520). Роднина е на поета, композитора, политика и дипломата Освалд фон Волкенщайн († 1445), син на Фридрих фон Волкенщайн († 1399/1401) и съпругата му Катарина фон Филандерс, наследничка ок. 1382 г. на Тростбург.
Баща му Вилхелм II се жени втори път за Бенигна фон Аненберг († 1586). Сестра му Мария фон Волкенщайн-Тростбург (1544 – 1607) е омъжена за фрайхер Фердинанд фон Шпаур-Флафон († 1614). Полубрат е на Каспар I фон Волкенщайн († 1605), хауптман на Триент, на Вилхелм фон Волкенщайн-Тростбург (1554 – 1636), и на Маркус Зитих фон Волкенщайн (1563 – 1619/1620), фрайхер в Нойхауз, Распенщайн и Ванген и първият хронист на Тирол.
Мелхиор Ханибал расте с множеството му братя и сестри в Тростбург. Децата от първия и втория брак не се разбират.
През 1564 г. родът става фрайхер и през 1628 г. имперски граф. На 24 октомври 1630 г. линията Тростбург е издигната като графове фон Волкенщайн, фрайхерен на Тростбург и Нойхаус на имперски граф.
- Останки от замък Волкенщайн
- Замък Тростбург в Айзактал

## Фамилия
Първи брак: с графиня Геновева Кристина фон Шпаур и Флавон († 1573), дъщеря на фрайхер Зигмунд фон Шпаур и Флавон († 1544) и Барбара фон Арко († 1576). Те имат вероятно децата:
- Барбара (* 1565), омъжена за Йохан Якоб фон Лихтенщайн
- Кристоф Франц (1567 – 1633), президент на Ензисхайм в Елзас, женен 1593 или на 16 октомври 1600 г. за графиня Мария фон Еберщайн; основава линията Еберщайн
- Хиполитус (* 1569), домхер
- Йохана Мария (* 1571), омъжена за Кристоф Финтлер († 1614)

Втори брак: с Елеонора фон Валдбург († 29 август 1609), дъщеря на „трушсес“ фрайхер Вилхелм Млади фон Валдбург-Траухбург (1518 – 1566) и графиня Йохана фон Фюрстенберг (1529 – 1589). Те имат вероятно децата:
- Катарина († 1618), абатиса на клариския манастир Бриксен
- Адам фон Волкенщайн-Тростбург (* 1583; † сл. 1635), немски рицар на орден